# Precipitació química
La precipitació química és la formació d'un sòlid dins una solució durant una reacció química. El sòlid que es forma rep el nom de precipitat. Això pot ocórrer quan una substància insoluble, el precipitat, es forma a la solució com a conseqüència d'una reacció o quan una solució queda saturada per un component. La formació d'un precipitat és un senyal d'un canvi químic. En moltes situacions el sòlid es forma i es diposita a la part inferior de la solució, però de vegades pot surar, si és menys dens que el solvent, o formar una suspensió. Per analogia també s'anomena precipitació quan la formació del sòlid és deguda a causes físiques,com en el cas de la solidificació.

## Usos
Les reaccions de precipitació es poden utilitzar per a la creació de pigments per extracció de sals d'una solució o per a l'anàlisi química de tipus qualitatiu.
Aquest efecte de la precipitació és útil en moltes aplicacions científiques i industrials a les quals una reacció química produeix un sòlid, que pot ser recollit per mitjà de diferents mètodes, com ara la filtració, la decantació o la centrifugació. La precipitació a partir d'una solució sòlida és una via pràctica per a l'enduriment d'aliatges, un procés conegut com a enduriment per precipitació.

## Mecanismes
Una etapa important del procés de precipitació és el començament de la nucleació. La creació d'una partícula sòlida passa per la formació d'un intermediari, procés que requereix una certa quantitat d'energia per tal que hi hagi un diferencial d'energia superficial (tensió superficial) entre el sòlid i la solució. Si no hi ha energia disponible per tal que pugui començar la nucleació llavors es produirà una supersaturació.

## Representació amb equacions químiques
Si prenem un exemple de reacció de precipitació: Si afegim nitrat d'argent en dissolució aquosa (AgNO₃) a una solució de clorur de potassi (KCl) es produeix la precipitació d'un sòlid blanc, el clorur d'argent. Aquesta reacció la podem representar per mitjà d'una equació química:
AgNO₃(aq) + KCl(aq) → AgCl(s) + KNO₃(aq)
El clorur d'argent (AgCl) forma un sòlid que és observable com un precipitat.
La reacció precedent pot ser escrita de manera que es ressalti els ions dissociats a la solució:
Ag+(aq) + NO₃-(aq) + K+(aq) + Cl-(aq) → AgCl(solid) + K+(aq) + NO₃-(aq)
Una altra manera de representar una reacció de precipitació és per mitjà del que s'anomena una equació iònica neta. En aquesta representació tots els ions que no participen en la precipitació no es mostren per simplificar l'equació:
Ag+(aq) + Cl-(aq) → AgCl(s)

## Identificació de cations
La formació de precipitats és una manera útil per tal d'identificar els tipus de cations de les sals. Això s'aconsegueix fent que un àlcali reaccioni amb la sal desconeguda per tal de produir un precipitat que hidroxil de la sal. Per tal d'identificar el catió s'utilitza la identificació del color del precipitat i la seva solubilitat. Un procés similar s'utilitza habitualment per a separar elements químics com les terres rares metàl·liques.

## Coprecipitació
La coprecipitació es produeix quan al precipitat hi ha substàncies normalment solubles en les condicions utilitzades. Aquest fenomen pot ser un efecte indesitjable o aprofitable segons el cas. En el camp de l'anàlisi gravimètrica la coprecipitació és un problema perquè les impureses coprecipiten amb el material que volem analitzar, amb el consegüent augment de massa. A la banda contrària, com en el cas de la radioquímica, la coprecipitació pot ser l'única manera de separar un element.